# Орлеан-Браганса, Рафаэл
Принц Рафаэл Орлеан-Браганса (порт. Príncipe Rafael Antonio Maria José Francisco Miguel Gabriel Gonzaga de Orléans e Bragança e Ligne; род. 26 апреля 1986, Петрополис, Бразилия) — является вторым сыном принца Антонио и принцессы Кристины и нынешний принц Грао-Пара. Он племянник принца Бертрана и принца Луиса.
Полное имя — Рафаэл Антониу Мария Жозе Франсиско Мигель Габриэль Гонзага де Орлеан и Браганса и Линь.

## Биография
Родился 26 апреля 1986 года в городе Петрополис (штат Рио-де-Жанейро, Бразилия). Младший (второй) сын принца Антониу Орлеан-Браганса (1950—2024) и его жены, принцессы Кристины де Линь (род. 1955). Его старший брат, 26-летний принц Педру Луиш Орлеан-Браганса (1983—2009), погиб в авиакатастрофе Airbus A330 в Атлантическом океане в 2009 году. Также у него есть две сестры, Амелия Мария и Мария Габриэла.
С 8 ноября 2024 года, после смерти своего отца, принца Антониу (1950–2024), принц Рафаэл Орлеан-Браганса является первым в очереди линии преемственности несуществующего бразильского императорского престола. Главой Васорасской линии Бразильского императорского дома сейчас является принц Бертран Орлеан-Браганса (род. 1941). 
В настоящее время принц Рафаэл Орлеан-Браганса проживает в Рио-де-Жанейро. Он изучал технологию производства в Папском университете Рио-де-Жанейро. Сейчас он работает в бразильской пивоваренной компании «AmBev», где ранее он был стажёром.